# Деко
Деко или Андерсон Луиш де Соуза (на португалски: Anderson Luiz de Sousa, изговаря се най-близко до  Андерсон Луиш джи Соуза Дѐку) е бивш бразилски футболист, полузащитник. Роден е на 27 август 1977 г. в Сао Бернардо до Кампо, Бразилия. Висок е 174 см. Има двойно гражданство, бразилско и португалско.

## Кариера
Първоначално футболист на Коринтианс, на 19-годишна възраст Деко заминава в Португалия на проби в Бенфика. Даден е под наем в Алверка за един сезон, но след неговия край не подновява договора си с Бенфика и вместо това е продаден на Салгейрош за сезон 1998/99. Там Деко впечатлява с изявите си и отбелязва 2 гола в 12 мача до декември 1999 г., когато е забелязан от съгледвачи на Порто, които го купуват и през следващите пет години се доказва като един от най-талантливите полузащитници в Европа.
Деко получава португалско гражданство през 2002 г. след петгодишно пребиваване в Португалия. Играе в националния отбор на Португалия от 2003до 2010 г. Дебютът му е на 29 март 2003 г. срещу Бразилия, като още в първия си мач отбелязва гол за победата с 2:1 на Ещадио даш Анташ. Вицешампион с отбора на Португалия на Евро 2004. Участник на Световното първенство по футбол 2006, където Португалия достига полуфинал. Има над 50 мача за Португалия и става голмайстор на Евро 2008, вкарвайки гол на Петър Чех за 3:1 над Чехия.
Важна фигура във ФК Порто за спечелването на три титли в португалското първенство, на Купа на УЕФА през 2003 г., когато Деко е избран за Играч на мача на финала срещу Селтик, и на Шампионска лига през 2004 г. След последния успех Порто се разделя с Деко, както и с Жозе Моуриньо, Пауло Ферейра и Рикардо Карвальо, които се присъединяват към ФК Челси.
Продаден през 2004 г. на Барселона за 21 млн. евро, където играе 4 сезона и става шампион на Испания през 2005 и 2006 г. През 2006 г. печели Суперкупата на Испания и за втори път Шампионската лига, след победа на финала в Париж срещу Арсенал с 2:1, като Деко е ключов играч в мача. Португалецът записва над 100 участия с Барселона, включително и във всеки един от шестте двубоя на каталунците с Челси за Шампионската лига между 2004 и 2006 г. Той отбеляза първия гол за равенството 2:2 на Камп Ноу през сезон 2006/07 г.
През лятото на 2008 г. преминава за неоповестена сума (според някои източници 8 милиона лири) в английския Челси, където треньор, както и в националния отбор, му е Луиш Фелипе Сколари, Кариерата на нисичкия халф в Челси започва силно, в първите 3 мача вкарва два гола, но след това получава травма и формата му спада. През декември се връща в игра и вкарва гол на Болтън с уникална ножица. Деко получава нова контузия няколко мача по-късно и пропуска сезона до края. Натурализираният бразилец започва силно сезон 2009/10 г., като в мача със Съндърланд, спечелен от Челси с 3:1, той вкарва много красив гол от границата на наказателното поле.
От 2010 до 2013 г. играе за Флуминенсе. Вкарва първия си гол за тях срещу Сао Пауло.